# Elizabeth Alexander
Pour les articles homonymes, voir Alexander.
Pour la poète américaine, voir Elizabeth Alexander (poète).
Elizabeth Alexander (13 décembre 1908 – 15 octobre 1958), est une astronome et météorologue britannique. Sa spécialité est la radio-astronomie.

## Biographie
Frances Elizabeth Somerville Caldwell naît à Merton dans le Surrey en 1908. Elle obtient un doctorat au Newnham College de l'université de Cambridge. En 1935, elle épouse Norman Alexander.
Entre 1942 et 1946, Elizabeth Alexander est géologue au service du gouvernement à Singapour. En 1945, elle travaille en Nouvelle-Zélande dans le domaine de la radio-astronomie.
Elizabeth Alexander meurt d'une attaque deux mois avant son cinquantième anniversaire et trois semaines après avoir obtenu le poste de directrice du département de géologie de l'université d'Ibadan au Nigeria.